# Гравитација
Гравитација је физичка интеракција која изазива привлачење између тела, а што је последица њихових маса. То је једна од четири основне силе које делују у природи, представља силу привлачења између материјалних тела свих величина - од атома до планета у галаксијама, звезда у универзуму, итд. Гравитација је сила којом планета Земља привлачи и држи све материјалне ствари (жива бића и предмете) на својој површини и још се назива и Земљина тежа. Сва материјална тела поседују силу гравитације, али су те силе далеко мање него сила Земљине теже која се осећа и на 80.000 km удаљености од Земље. Гравитациона сила Сунца још је већа, јер Сунце помоћу ње држи на окупу све планете Сунчевог система које, услед ове силе, у свом кретању круже око Сунца. Генерално, цела структура универзума се базира на гравитацији. Резултанта силе Земљине гравитације и центрифугалне силе Земље је сила Земљине теже.
Јачина гравитационе силе између два тела зависи од масе тих тела и удаљености између њих, с тим што је управо сразмерна масама а обрнуто сразмерна квадрату растојања.
Током људске историје појавиле су се многе теорије које су покушале да објасне овај феномен. Данас прихваћена теорија гравитације је она коју је 1915. предложио Алберт Ајнштајн, а то је Општа теорија релативности. Универзални закон гравитације који је Исак Њутн дефинисао крајем 17. века (Његова студија Математички принципи природне филозофије (лат. Philosophiae Naturalis Principia Mathematica), објављена 1687, која описује универзалну гравитацију и три закона кретања, поставила је темеље класичне (Њутнове) механике и послужила као пример за настанак и развој других модерних физичких теорија), изузетно је једноставан и одлично апроксимира прорачун сила гравитације (изузев за брзине блиске брзини светлости), тако да се и данас користи. По Њутну се јединица силе назива „Њутн“ и обележава великим словом N што је еквивалентно са kg·m/s².
У свету микроскопских величина, гравитација је најслабија од четири основне силе природе. У макроскопском свету делују једино гравитационе и електромагнетне силе. За разлику од електромагнетних сила, гравитационе силе су увек привлачне. Једна од популарних области проучавања у 21. веку је квантна теорија гравитације.

## Историја
Иако је у свакидашњем животу сила тежа стално присутна, а већ је и Птолемеј (око 150.) наслућивао да постоји нека сила која је узрок одржавању планета на њиховим стазама (планетарним путањама), требало је ипак да прође више од 15 векова да се те две појаве међусобно повежу и изгради појам гравитације. Први корак у решавању проблема падања тела учинио је у 17. веку Галилео Галилеј. Математичком анализом експеримената направљених у Пизи, Галилеј је утврдио да је убрзање земљине силе теже било којега падајућег тела на површини Земље константно и да је једнако за сва тела.

### Аристотелов интуитивни приступ
Старогрчки мислиоци попут Аристотела сматрали су да „што је тело теже, то брже пада“ (усвајајући хипотезу о одсуству ваздуха). Тиме је створена конфузија око квалитета и квантитета:
1. Квантитет : узмимо у руку једно тело које Земља привлачи. Раздробимо га (мисаоно) у хиљаде фрагмената. Сваки фрагмент има особину тежине, што је последица Земљиног привлачења. Тежина великог тела је сума тежине свих фрагмената. Дакле, тежина зависи од квантитета.
2. Квалитет : пустимо тело да падне на земљу. Сваки фрагмент тела пада јер га Земља привлачи, он стиче брзину независно од осталих фрагмената. Брзина пада не зависи од броја фрагмената, јер су сви они идентични. Не зависи ни од укупне масе тела јер сви фрагменти падају истовремено. Брзина пада је дакле квалитет тела независан од његовог квантитета.

Отуда, иако су интуитивно блиски, појмови тежине и брзине пада се разликују.
Такође је чињеница да у одсуству ваздуха дрво и метал падају истом брзином, што значи да је брзина падања квалитативна особина независна од врсте материјала. Ова особина демонстрира принцип еквивалентности.
Када се испуштају предмети различитог облика, рецимо лопта од пене и од метала истих димензија, и када је путања пада довољно дуга, постаће приметно да услед отпора ваздуха долази до разлике у брзини пада. Галилеј је био први научник који је схватио овај разлог.

### Истраживање Галилеа Галилеја
Галилео Галилеј се није бавио падом различитих тела у вакууму, па се вакуум и не спомиње у његовим делима (њиме се бавио његов ученик Торичели). Он је за огледе користио тешке металне кликере (сфере). Испуштајући ове кликере са торња у Пизи закључио је да нема разлике у брзини пада тежих и лакших кликера.
Око 1604, Галилеј уочио чињеницу: када се предмет испусти, његова почетна брзина је нула, а када падне на Земљу ... тело има брзину. Закључак је да се брзина мења током пада. Галилеј је предложио једноставан закон: брзина тела је пропорционална времену које је прошло од почетка пада: брзина = константа × време.
Даље је закључио (рачуном који личи на интегрални рачун који ће касније открити Њутн и Лајбниц) да је растојање коју тело пређе при паду: растојање = константа × 0,5 × време²
Ову теорију је потврдио експериментално користећи стрму раван на којој су звона означавала пролазак кликера.
Константа која се појављује у формулама добиће ознаку g, а њена експериментално утврђена вредност је g = 9,81 m/s².
Данас је овај модел применљив на пад тела у нивоу Земљине површине.

### Теорија Исака Њутна
Математичар и физичар Исак Њутн развио је између 1665. и 1685. своју теорију механике засновану на убрзању, а не само на проучавању брзине, како су то чинили Галилеј и Декарт.
Основни закон динамике: полазећи од Декартовог принципа инерције (који се бавио одржањем количине кретања), закључио је да је збирно деловање сила на тела једнако {\displaystyle ma}, где је {\displaystyle m} инертна маса (која отежава кретање тела), и где је {\displaystyle a} убрзање (ритам промене брзине).
Њутн је желео да обједини законе који важе на Земљи са онима који се могу важе на небу (астрономија), нарочито оне који се односе на Земљину тежу и кретање планета.
Ако се посматра гравитациона сила између два тачкаста тела, Њутнови закони се могу објаснити на следећи начин:
- Из Кеплерових закона, који су изведени из посматрања кретање тела у Сунчевом систему, и закона Кристијана Хајгенса о центрифугалној сили, Њутн је закључио да гравитациона сила између два тела делује по правој линији између њих и пропорционална је: {\displaystyle {\frac {1}{d^{2}}}}, где је {\displaystyle d} растојање између тела.
- Сматрајући да је сила гравитације пропорционална количини материје присутној у телу која делују овом силом (двоструко веће тело делује двоструко већом силом), претпоставио је да је сила пропорционална величини {\displaystyle m_{G}} коју је назвао гравитациона маса, пропорционална количини материје у телу и његовој способности да врши привлачно деловање.
- По принципу акције и реакције, сила којом друго тело делује на прво је једнака (и усмерена у супротном смеру) сили којом прво тело делује на друго. Ова сила је пропорционална {\displaystyle m'_{G}}, гравитационој маси другог тела.
- Ако занемаримо остале утицаје, ова сила се може изразити једначином: {\displaystyle F=G\cdot {\frac {m_{G}m'_{G}}{d^{2}}}}, где је {\displaystyle G} константа под именом гравитациона константа.

Основни закон динамике се стога може записати као: {\displaystyle ma=G\cdot {\frac {m_{G}m'_{G}}{d^{2}}}}. Ако је убрзање {\displaystyle a} (и брзина) тела које је у слободном паду независно од инерционе масе (као што је показао Галилејев експеримент), онда за тело важи {\displaystyle m=m_{G}}, дакле гравитациона маса је једнака инерционој маси, што не зависи од врсте и састава тела. Њутн је тестирао ову теорију на много примера и није јој нашао изузетак.
Гравитациона сила на даљину делује тренутно, без кашњења, закључио је Њутн.
Данас се Њутнова једначина силе гравитације записује помоћу векторског рачуна, па је тако гравитациона сила:
{\displaystyle {\vec {F}}_{12}=-G\cdot {\frac {m_{1}m_{2}}{d^{2}}}{\vec {u}}_{12}}
- {\displaystyle {\vec {F}}_{12}} означава гравитациону силу којом тело 1 привлачи тело 2 (у Њутнима или -{m·kg·s}−2) ;
- {\displaystyle G}, је гравитациона константа која износи 6,6742x10−11 N·m²·kg−2 (или m³·kg−1·−2) ;
- {\displaystyle m_{1}} и {\displaystyle m_{2}}, представљају масе двају тела (у килограмима) ;
- {\displaystyle d}, је растојање између два тела (у метрима) ;
- {\displaystyle {\vec {u}}_{12}} је јединични вектор усмерен од тела 1 према телу 2 ;
- знак – означава да тело 2 привлачи тело 1.

Њутнов закон гравитације може да искаже Галилејев закон у првој апроксимацији: ако се са {\displaystyle d=} означи полупречник земље, а {\displaystyle m_{T}=} је маса Земље, добија се да је {\displaystyle g=G\cdot {\frac {m_{T}}{d^{2}}}=9,81} m·s−2.
Њутнова теорија је експериментално потврђена. У пракси, овај закон показује да је могуће послати на небо предмете теже од ваздуха.

### Гаусов закон гравитације
Гаусов је закон у бити исти Њутновом закону универзалне гравитације. Премда је физички истовредан Њутновом, бројне су ситуације где Гаусов закон гравитације нуди погоднији и једноставнији начин израчунавања него Њутнов.

### Убрзање земљине силе теже
У овом облику препознаје се Галилејев закон, а Њутнова је заслуга што је доказао да тај исти закон вреди и за кретање Месеца око Земље те за кретање планета око Сунца. Због ротације, Земља је попримила облик геоида, тј. није савршена кугла, него је спљоштена на половима и издужена на екватору. Због ротације и таквог облика Земље тежина неког тела на половима је око 0,5% већа од његове тежине на екватору. Распоред маса на површини Земље (океана, планина), састав Земљине коре, висина од морске површине, итд., заједно с ротацијом и сплоштеношћу Земље, узрокују да се убрзање силе теже мења од једне до друге тачке на Земљи. Прихваћена вредност за , убрзање силе теже на морској површини, износи 9,80665 .

### Гравитацијска константа
Док је мерење убрзања силе теже сразмерно лако изводиво, то није случај са гравитацијском константом. Ипак, до данас су разрађене многе методе којима се Г може више или мање тачно одредити. Пјер Буге први је покушао (1740) да експериментално одреди величину G, али је његов резултат био прилично нетачан. Најпрецизније резултате даје метода коју је први употребио Хенри Кевендиш (1798) у познатом експерименту са торзијском вагом, коју је израдио Џон Мичел. Данас је прихваћена вредност за гравитациону константу G:
{\displaystyle G=6,67259\times 10^{-11}\ {\rm {N}}\,{\rm {(m/kg)^{2}}}}

### Небеска механика
Њутнова или, како се данас назива, класична теорија гравитације доминирала је науком све до почетка 20. века и дала низ изванредних резултата, посебно у небеској механици. Тако су на пример Нептун и Плутон, два најудаљеније планете нашег система, пронађена на основи теоретских прорачуна. У Њутновој теорији гравитације као основни постулати постоје апсолутни простор и апсолутно време. Међутим, разрадивши (1905) своју теорију релативности, Алберт Ајнштајн први је увидео да је појам апсолутнога времена, који је на први поглед потпуно логичан, заправо неодржив. Да би се упоредио време између два посматрача у различитим системима референције, потребно је да се користи неки сигнал. Једини је физикално могући начин употреба светлоснога сигнала. Међутим како је брзина светлости константна и независна од система посматрања, Ајнштајн је показао да време мора зависити од система. Време је, а према томе и појам истодобности две догађаја, релативно. Третирајући време као варијаблу еквивалентну просторним променљивим, Ајнштајн је, следећи пут што га је показао Херман Минковски, изградио појам четверодимензионалног простора – просторно временскога континуума. Геометрију таквог простора одређује материја, а гравитација је само последица геометрије физичког простора. Другим речима, гравитација је само последица чињенице да континуум простор-вријемена није раван, него закривљен. Честица материје убачена у свемир не би се кретале по правцу, како то налажу Њутнове једначине, него по тзв. геодетској линији, која физички представља (временски) најкраћу стазу између било које две тачке у свемиру. Зраци светлости такође се не шире праволинијски, него се и оне савијају у гравитацијском пољу (гравитационо сочиво).

### Модел Алберта Ајнштајна
После објављивања специјалне теорије релативности 1905, Алберт Ајнштајн је покушао да успостави компатибилност између гравитације, која се по Њутновој теорији простире тренутно, и теорије релативности по којој је брзина светлости највећа могућа брзина интеракције.
Око 1915. дошао је до решења за овај проблем тврдећи да гравитација није сила у уобичајеном физичком смислу, већ манифестација деформације простора и времена под утицајем материје која се налази у том простору. Ова хипотеза је последица експериментално потврђене чињенице да сва тела падају једнаком брзином у гравитационом пољу, без обзира на масу или хемијски састав. Ова опсервација, формализована у појму принцип еквивалентности, сугерише да је гравитација геометријска манифестација самог простора.
На овим темељима настала је теорија општег релативитета која укључује принцип релативитета, а где је Њутнова теорија само апроксимација која даје добре резултате у условима слабих гравитационих сила и брзина много мањих од брзине светлости. Деформације времена и простора се по овој теорији, при јаким убрзањима не преносе брже од брзине светлости, чиме је разрешен парадокс тренутне интеракције присутан у Њутновој теорији. Ту се појављује концепт гравитационих таласа.

### Четири основне силе
Од четири познате основне сила у природи, гравитација је најслабија, па је у подручју атома и молекула потпуно занемарива у односу на електромагнетне и нуклеарне силе. У свемирским пространствима, где међусобно делују велике накупине маса, међузвездани гасови, звезде, галаксије, гравитација игра важну улогу. Астрономска открића пулсара и квазара и теорије о развоју звезда стављају теорију гравитације пред нове проблеме, као што су питање сталности гравитацијске константе током времена, механизам гравитационога колапса који узрокује енергетску дегенерацију звезда. Код гравитационог колапса, силе звездане гравитације потпуно надјачају силе притиска зрачења и звезда се све више сажима. Након пораста гравитације изнад неке величине, звезда постане за посматрача невидљива (црна рупа), јер квантови зрачења више не могу да напусте звезду. За објашњење тих појава може се показати нужним да се у гравитационој теорији спроведе квантизација (квантна механика). Енергија гравитационог поља била би квантизована и ширила би се кроз поље у гравитацијским таласима. Квант гравитацијског поља зове се гравитон.
Модерни експерименти усмерени су на прецизно одређивање изобличења просторно-временског континуума који Земља својом гравитацијом узрокује и према прецизирању, односно могућем проширењу Ајнштајнове теорије гравитације. У ту сврху конструишу се сателити (нпр. гравитацијска сонда Б) са врло осетљивим жироскопима, чије је властито одступање мање од 10−11 ступња на сат, те су подесни за мерење деформације гравитационог поља. Такође се изводе експерименти међуделовања електромагнетног и гравитационог поља, засењивања гравитације штитовима, покушаји бележења гравитационог зрачења итд. Сви ти експерименти дају почетне резултате, засад недовољне за озбиљнију теоријску обраду, али они показују да ће постојеће теорије требати допуњавати. Уосталом, сам Алберт Ајнштајн, говорећи о својој једначини у којој је у општој теорији релативности обухваћена гравитација, рекао је да је лева страна једначине чврста као стена, али да је десна песак од којега нешто тек треба обликовати.

## Брзина гравитације
Утицај је гравитације у Њутновој теорији гравитације тренутан. Међутим у посебној теорији релативности појам истовремености губи смисао, а и немогуће је слати информације брже од светлости, јер би то довело до парадокса, па се према општој теорији релативности утицај простором шири брзином светлости. Експериментално је потврђено да је брзина гравитације једнака брзини светлости унутар експерименталне грешке од 1%.

## Гравитационо поље
Гравитационо поље је потенцијално векторско поље које се за сваку тачку дефинише као сила гравитације на тачкасто тело у тој тачки подељена масом тог тела. Гравитацијско поље око масе  је дано са:
{\displaystyle \mathbf {g} (\mathbf {r} )={\frac {\mathbf {F} _{g}}{m_{2}}}=G{\frac {m_{1}}{r^{3}}}\mathbf {r} }
Ова величина говори којом силом по јединици гравитационо поље привлачи тело у некој тачки простора одређеној радијус вектором r. Мерна јединица је Њутн по килограму (N/kg), а лако се може показати да је Њутн по килограму исто што и метар у секунди на квадрат, што је мерна јединица убрзања. Убрзање Земљине силе теже износи просечно 9,80665  на површини Земǉе. Стога је јачина гравитационог поља у некој тачки простора једнака гравитационом убрзању у тој тачки. То је због чињенице да су тешка и трома маса линеарно сразмерне. Та чињеница се назива принципом еквиваленције.

## Гравитација и квантна механика
Неколико деценија после објављивања опште теорије релативности, научници су закључили да је она неподударна са квантном механиком. У теорији квантних поља гравитација се описује као последица размене виртуалних гравитона, слично као што електромагнетна сила настаје разменом виртуалних фотона. Овај приступ још није објаснио гравитационе силе на растојањима мањим од Планкове дужине. Још неостварени циљ савремене науке је да створи свеобухватну теорију квантне гравитације.

## Аномалије и неслагања
Постоје извесна опажања која нису адекватно објашњена, што може да указује на потребу за бољим теоријама или можда другачијим приступима објашњавању.
- Пребрзе звезде: Звезде у галаксијама следе дистрибуцију брзина, при чему се звезде на периферији крећу брже него што би кретале кад би следиле уочену дистрибуцију нормалне материје. Галаксије унутар галактичких кластера испољавају исти образац. Тамна материја, која би формирала гравитационе интеракције али не и електромагнетне, би могла да објасни овај раскорак. Разне модификације Њутнове динамике су такође биле предложене.
- Аномалија прелетања: Разне свемирске летилице су искусиле већа убрзања од очекиваних током гравитацијом потпомогнутих маневара.
- Убрзавајућа експанзија: Постоје индикације да долази до убрзавања метричке експанзије простора. Постојање тамне енергије је предложено као могуће објашњење. Недавно је изнесено алтернативно објашњење, по коме геометрија простора није хомогена (услед постојања кластера галаксија), те кад се подаци реинтерпретирају узимајући тај фактор у обзир, показује се да не долази до убрзавања експанзије.[14] Међутим, тај закључак је оспорен.[15]
- Аномално повећање астрономске јединице: Недавна мерења показују да се планетарне орбите проширују брже него кад би једини узрок тога био губитак Сунчеве масе услед радијације енергије.
- Прекомерно енергични фотони: Фотони који путују кроз галактичке кластере би требало да стекну енергију при улазу и да је затим изгубе при излазу. Убрзана експанзија свемира би требало да онемогући потпуно враћање енергије фотона. Међутим, чак и ако се то узме у обзир, фотони из космичког микроталасног позадинског зрачења стичу два пута више енергије од очекиване количине. Ово можда указује на то гравитација опада спорије од инверзног квадрата на извесним скалама растојања.[16]
- Ексцесивно масивни водонични облаци: Спектралне линије шуме Лајман-алфа сугеришу да су водонични облаци згуснутији на појединим скалама него што би се очекивало, и то је попут тамног протока могућа индикација споријег опадања гравитације од инверзног-квадрата на извесним скалама растојања.[16]

## Додатне чињенице
- Гравитационо поље сваке честице шири се у бесконачност, али његова јачина слаби с квадратом удаљености.
- За добијање јачине g свеједно је којом ће се масом m2 вршити дељење, јер ће укупна сила увек бити пропорционално већа или мања.
- Користећи закон о гравитацији добијена је маса Земље од 5,98×1024
- Дефиниција јачине гравитационог поља се математички може добити и на други начин, уврштавањем јединичне масе у други Њутнов закон.
- Ако неко тело промени положај у простору, јачина његовог гравитационог поља у произвољној тачки простора ће се променити у складу с тим помаком тек након онолико времена колико је потребно да светлост дође од тела до те тачке.